# Богата (Муреш)
Богата (рум. Bogata) — село у повіті Муреш в Румунії. Адміністративний центр комуни Богата.
Село розташоване на відстані 272 км на північний захід від Бухареста, 35 км на захід від Тиргу-Муреша, 53 км на південний схід від Клуж-Напоки, 145 км на північний захід від Брашова.

## Населення
За даними перепису населення 2002 року у селі проживали 1609 осіб.
Національний склад населення села:
| Національність | Кількість осіб | Відсоток |
| -------------- | -------------- | -------- |
| румуни         | 874            | 54,3%    |
| угорці         | 557            | 34,6%    |
| цигани         | 178            | 11,1%    |

Рідною мовою назвали:
| Мова      | Кількість осіб | Відсоток |
| --------- | -------------- | -------- |
| румунська | 1062           | 66,0%    |
| угорська  | 545            | 33,9%    |